# We Are the Champions: Final Live in Japan
We Are the Champions: Final Live in Japan — концертное видео английской рок-группы Queen, вышло на VHS 1992 году и на DVD в 2004 (только в Японии). На нём показан концерт группы на стадионе «Yoyogi National» в Токио, Япония 11 мая 1985 года в рамках тура The Works. Кроме группы в концерте принимал участие Спайк Эдни, игравший на гитаре и клавишных. Хотя на концерте была исполнена песня «Dragon Attack», она не вошла на DVD.

## Список композиций
1. Machines (or 'Back to humans') (Intro) (Тейлор, Мэй)
2. Tear It Up (Мэй)
3. Tie Your Mother Down (Мэй)
4. Under Pressure  (Queen и Боуи)
5. Somebody to Love (Меркьюри)
6. Killer Queen  (Меркьюри)
7. Seven Seas of Rhye (Меркьюри)
8. Keep Yourself Alive (Мэй)
9. Liar  (Меркьюри)
10. Экспромт (Queen)
11. It's a Hard Life (Меркьюри)
12. Now I'm Here (Мэй)
13. Is This The World We Created? (Мэй, Меркьюри)
14. Love of My Life (Меркьюри)
15. Another One Bites the Dust (Дикон)
16. Mustapha (Intro) (Меркьюри)
17. Hammer to Fall (Мэй)
18. Crazy Little Thing Called Love (Меркьюри)
19. Bohemian Rhapsody (Меркьюри)
20. Radio Ga Ga (Тейлор)
21. I Want to Break Free (Дикон)
22. Jailhouse Rock (Лэйбер, Столлер)
23. We Will Rock You (Мэй)
24. We Are the Champions (Меркьюри)
25. God Save the Queen (Кэри)